# كيرينسي (شعب)
شعب كيرينسي هي قبيلة أصلية أو مجموعة عرقية من سومطرة تسكن مرتفعات كيرينسي والمناطق المحيطة بها. إداريًا، تقع حاليًا في مدينة سونغاي بينوه، وكرانشي، وميرانجين، وبونغو. وبصرف النظر عن ذلك، هاجرت مجموعة كيرينسي العرقية أيضًا إلى شبه جزيرة الملايو منذ القرن التاسع عشر الميلادي.
يُعتقد أن أسلاف قبيلة كيرينسي ينحدرون من المتحدثين الأوائل باللغة الأسترونيزية الذين هاجروا قبل 3500 عام. الأدلة الأثرية على وصول أسلاف شعب كيرينسي مع الهجرة الأسترونيزية مثل الفؤوس المربعة، وفخار التالاندا والسليبميرا، والبيوت المبنية على ركائز، وزراعة الأرز، ومغليث باتو سيليندريك، وأواني القبور.